# Louise Chevillotte
Louise Chevillotte (* 2. března 1995 Paříž) je francouzská filmová, divadelní a televizní herečka. Studovala na Národní konzervatoři dramatického umění v Paříži, kde ji objevil režisér Philippe Garrel. Ten ji brzy obsadil do jedné z hlavních rolí ve svém filmu Milenec na jeden den (2017). Později hrála i v jeho dalším snímku Le sel des larmes (2020). Roku 2019 dále hrála ve filmu Synonyma izraelského režiséra Nadava Lapida. Dále měla menší roli ve Verhoevenově filmu Benedetta z roku 2021.

## Filmografie
- Original Kid (krátkometrážní; 2017)
- Milenec na jeden den (2017)
- Synonyma (2019)
- Le sel des larmes (2020)
- Benedetta (2021)
- Událost (2021)
- Svět po nás (2021)
- Má jediná touha (2022)
- After (2023)
- Première affaire (2023)
- Un silence (2023)
- Le tableau volé (2024)

## Televize
- Les Hautes herbes (2022)

## Divadlo (výběr)
- L'échange (Paul Claudel)
- Macbeth (William Shakespeare)
- Roberto Zucco (Bernard-Marie Koltès)
- Phèdre (Jean Racine)
- Jeanne podle Les Mystères de la charité (Charles Péguy)